# 15403 Merignac
15403 Merignac este o planetă minoră (asteroid) din centura de asteroizi. A fost descoperită pe 9 noiembrie 1997 la Ondřejovská hvězdárna⁠(d) de Lenka Kotková⁠(d) și a fost numită după Mérignac. 
Obiectul prezintă o orbită caracterizată de o semiaxă mare de 2,6398542 UAi, o excentricitate de 0,04, o înclinație de 4,77387 ° în raport cu ecliptica.